# غوس بلاك
غوس بلاك (بالإنجليزية: Gus Black)‏ هو مغن مؤلف أمريكي، ولد في القرن العشرين.

## وصلات خارجية
- غوس بلاك على موقع IMDb (الإنجليزية)
- غوس بلاك على موقع ميوزك برينز (الإنجليزية)
- غوس بلاك على موقع ديسكوغز (الإنجليزية)